# Целль-унтер-Айхельберг
Целль-унтер-Айхельберг (нем. Zell unter Aichelberg) — община в Германии, в земле Баден-Вюртемберг. 
Подчиняется административному округу Штутгарт. Входит в состав района Гёппинген.  Население составляет 3028 человек (на 31 декабря 2010 года). Занимает площадь 6,39 км².
Коммуна подразделяется на 2 сельских округа.